# Nuevo Banco de Desarrollo
El Nuevo Banco de Desarrollo del BRICS (NBD BRICS), antes conocido como el Banco de Desarrollo del BRICS, es un banco de desarrollo fundado por las naciones integrantes del grupo BRICS, compuesto inicialmente por Brasil, Rusia, India, China y Sudáfrica, con Egipto, Irán, Emiratos Árabes Unidos, Arabia Saudita, y Etiopía actualmente. El banco tiene su sede central en Shanghái, China. La primera oficina regional del NBD estará ubicada en Johannesburgo, Sudáfrica. Su actual presidenta es Dilma Rousseff.

## Historia
Los líderes de los BRICS acordaron la creación de un banco de desarrollo durante la Quinta Cumbre BRICS 2013 celebrada el 26-27 de marzo de 2013, como una alternativa al Banco Mundial o al Fondo Monetario Internacional. Buscaban un fondo común que financiase inversiones recíprocas y una alternativa a los organismos financieros internacionales tradicionales (que controlan la política y la economía mundial) dominados por Estados Unidos y la Unión Europea, para que se preocupe por el desarrollo y no solamente por el "crecimiento" económico.
El 15 de julio de 2014 se acordó en la Sexta Cumbre BRICS 2014 en Fortaleza, al noreste de Brasil, que el nuevo banco tendría un capital autorizado inicial de 100.000 millones de dólares y un capital inicial suscrito de 50.000 millones de dólares aportados de forma equitativa por los estados fundadores. La sede del banco estaría en Shanghái, en la costa oriental de China. Además se acordó también dotar con otros 100.000 millones de dólares un fondo de reserva llamado Acuerdo de Reservas de Contingencia (ARC) cuya finalidad sería el evitar presiones de liquidez en el corto plazo, promover la cooperación entre los BRICS, fortalecer la red de seguridad financiera global y complementar los arreglos internacionales existentes. China aportará 41.000 millones de dólares al fondo, Rusia, Brasil e India, 18.000 millones y Sudáfrica 5.000 millones.
En febrero de 2016 el ministro de Relaciones Exteriores chino, Wang Yi declaró que el Nuevo Banco de Desarrollo "iniciará la valoración de los proyectos potenciales en abril".

## Estados miembros
El acuerdo entró en efecto en julio de 2015, con la ratificación de los 5 estados que han firmado el acuerdo de constitución del Nuevo Banco de Desarrollo.
Miembros fundadores
| País/Región | Fecha de incorporación |
| ----------- | ---------------------- |
| Brasil      | 2015                   |
| Rusia       | 2015                   |
| India       | 2015                   |
| China       | 2015                   |
| Sudáfrica   | 2015                   |

Miembros adheridos
| País/Región                                                     | Fecha de Incorporación |
| --------------------------------------------------------------- | ---------------------- |
| Bangladesh Emiratos Árabes Unidos Uruguay* (Prospective Member) | 2021                   |
| Egipto                                                          | 2023                   |
| Argelia                                                         | 2024                   |
| Colombia Uzbekistán                                             | 2025                   |

## Estructura

### Gobierno corporativo
Según los artículos del acuerdo de constitución, los principales órganos del banco son:
- Junta de Gobernadores
- Junta Directiva
- Presidente, Vicepresidentes

El presidente será elegido entre uno de los miembros fundadores y el cargo será rotativo. el resto de miembros fundadores contarán con al menos un Vicepresidente.

### Capital para el desarrollo
Los créditos concedidos por el banco estarán orientados principalmente a proyectos de infraestructura. Con autorización para conceder créditos por valor de hasta $34 mil millones anuales. El banco tendrá un capital inicial de $50 mil millones, que será incrementado paulatinamente hasta los $100 mil millones. Brasil, Rusia, India, China y Sudáfrica contribuirán inicialmente $10 mil millones cada uno para sumar los $50 mil millones iniciales. Cada miembro no puede incrementar su participación en el capital sin la aprobación de los otros cuatro miembros. Este fue un requisito introducido por India. El banco permitirá incorporaciones de nuevos miembros siempre y cuando la participación en el accionariado por parte de los BRICS sea siempre superior al 55%.